# Orgeux
Orgeux é uma comuna francesa na região administrativa da Borgonha-Franco-Condado, no departamento de Côte-d'Or. Estende-se por uma área de 4,78 km². Em 2010 a comuna tinha 473 habitantes (densidade: 99 hab./km²).